# Kloostertuin
Kloostertuinen, ook kruistuinen of viridaria genaamd, zijn tuinen om of in het klooster. In de middeleeuwen waren ze meestal centraal gelegen met rondom de kloostergebouwen. De tuinen hebben historisch gezien verschillende bestaansredenen.
De kruidentuin (herbularius) had vooral een geneeskundige functie. Doordat teksten uit de Romeinse en Griekse tijd vooral in kloosters werden bewaard, was er in de middeleeuwen binnen een aantal kloosters een voor die tijd redelijke geneeskundige kennis aanwezig. Planten met een geneeskrachtige werking werden in de kruidentuinen van de kloosters gekweekt. De medicijnen uit deze planten waren voor de lokale bevolking belangrijk. Daarnaast bestond de vroegmiddeleeuwse kloostertuin ook vaak uit een moestuin (hortus) en een boomgaard. Deze tuinen hadden vooral een nuttigheidsfunctie en behoefden niet veel versiering.
Prof. Duft onderzocht de kruidentuin van de Abdij van Sankt Gallen zoals afgebeeld op het beroemde kloosterplan uit circa 820. 23 planten uit de tuin werden genoemd in een gedicht uit 842, De cultura hortorum van Walafrid Strabo, ook wel bekend als Hortulus ('Tuintje'):
1. Salie
2. Wijnruit
3. Abrotanum / citroenkruid
4. Cucurbita / fleskalebas
5. meloen
6. Absint
7. malrove
8. venkel
9. Gladiola / zwaardlelie, blauwe lis
10. maggiplant
11. kervel
12. lelie
13. Papaver
14. Scarega / scharlei en Costus, mogelijk vrouwenmunt]of balsemwormkruid
15. Mentha / munt
16. Polei: tegen vlooien en als urinedrijvend middel. Ook als abortivum.
17. selderij: verzacht blaasaandoeningen, bevordert de spijsvertering, bevrijdt de misselijkheid.
18. betonie
19. Agrimonia / agrimonie: verzacht bij maagpijnen, geneest wonden.
20. Ambrosia / wormkruid: onttrekt bloed, bevordert vochtvorming.
21. Nepeta / kattenkruid: geneest huidverwondingen, bevordert haargroei.
22. rammenas: geneest hoesten.
23. Rosa / roos: de olie hiervan is in veel gevallen heilzaam.

Een aantal akkers en weilanden waren in de middeleeuwen in gebruik voor de voedselvoorziening. In de vroege middeleeuwen hadden deze tuinen, behalve als voedselbron voor de bewoners, vaak ook een educatieve functie: ze dienden als middel om elementaire landbouwkennis, zoals bemesting en roulatie van gewassen, aan de bevolking over te brengen.

## Symbolisch
De tuin had in de middeleeuwen bovendien allerlei religieuze bijbetekenissen. Zo verbeeldde een tuin het aards paradijs, de maagd Maria, naar aanleiding van de tekst in het Hooglied die over de bruid spreekt als een "Besloten Tuin" (Hortus Conclusus), of de Kerk. In Nederland heet bijvoorbeeld de kluizenarij van Warfhuizen "Onze Lieve Vrouwe van de Besloten Tuin."
Een voorbeeld van de tuin in een symbolische betekenis vinden we terug in het ook tegenwoordig nog wel gezongen lied "Heer Jezus heeft een Hofke."

Heer Jezus heeft een Hofke daar schoon bloemen staan.

Daarin zo wil ik plukken gaan, 't is welgedaan!

Men hoort daar niet dan engelenzang en harpgespel,

Trompetten en claretten en die veelkens alzowel.

In de rest van het lied worden allerlei goede eigenschappen (de zogeheten deugden) beschreven als bloemen die in "de tuin van Jezus" staan.
bracium/brouwerij · cantharus/bron · cellae/kloostercellen · cellarium/kelder · clausuur · claustrum/kloostergang · dormitorium/slaapzaal · hospitium/gastenverblijf · infirmarium/ziekenvertrek · kapittelzaal · monasterium/kloosterkerk · pandhof · parlatorium · pistrinum/bakkerij · refectorium/refter · sacristie · scriptorium · kloostertuin